# エストポリス
『エストポリス』（Estpolis: The Lands cursed by the Gods）は、2010年2月25日にスクウェア・エニックスから発売されたニンテンドーDS用ゲームソフト。

## 概要
1995年にタイトーから発売されたRPG『エストポリス伝記II』のリメイク作品。3DCGやシステムなどを刷新しているが、基本的には原作である『II』を元にしている。オリジナルスタッフが再集結して製作された。キャラクターデザインにはスクウェア・エニックスの直良有祐を起用。

## 登場人物

### 主要人物
マキシム
声 - 中村悠一
年齢：21歳 身長：184cm
本作の主人公。エルシドでモンスター討伐を行っている。
セレナ
声 - 井上麻里奈
年齢：21歳 身長：169cm
パーセライト共和国軍エース。人望が厚いため大統領に信頼されており、他国の民も彼女の名を知っている。
ティア
声 - 豊崎愛生
年齢：17歳 身長：158cm
マキシムの幼馴染。両親を事故のために失っている。
ガイ
声 - 三宅健太
年齢：24歳 身長：195cm
元パーセライト共和国軍で、筋肉質な体型をしている。
アーティ
声 - 千葉進歩
年齢：不明 身長：181cm
温厚な性格のエルフで、神から授かった波動器を所有している。
ハイデッカ
声 - 浪川大輔
年齢：26歳 身長：185cm
バウンドキングダム王国最強の男で、天然な性格である。

### その他の人物
アイリス
声 - 沢城みゆき
年齢：不明 身長：165cm
ルース教団の巫女。邪神と渡り合える勇者探しの旅をしている。正体は殺戮の神エリーヌの第二人格。
2周目では条件を満たすことでディオス戦の後に真のラストボスとして登場。殺戮の神エリーヌとして墜落する虚空島を舞台にマキシムと一騎討ちを繰り広げる。
実はエリーヌとしての振る舞いは上辺のもので、人格はアイリスのもの。始めから自分とマキシムの精神波動を虚空島にぶつけることで世界を救うつもりだった。
マキシムを愛しているが故に彼を救い、代わりに自らの消滅を選んだ。そして、最後に「もし生まれ変わることが出来たら」の言葉を残して消えていった。
ジミー
声 - 杉田智和
年齢：25歳 身長：170cm
ジェミーと2人でジミー&ジェミーという義賊をしている。自信家であり、人を見下す術に長けている。盗賊としての技量はピカイチだが、自らの不器用さとドジにより失敗する事が多い。
ジェミー
声 - 花澤香菜
年齢：23歳 身長：165cm
恋人で幼馴染のジミーと2人でジミー&ジェミーと称する義賊をしている。根は真面目なのだが、ジミーのトラブルに巻き込まれている。
レクサス
声 - 緒方賢一
年齢：61歳 身長：165cm
エルシドの町に住む発明家の老人で、マキシムとティアの保護者でもある。
四狂神 / ガデス、アモン、ディオス、エリーヌ
声 - 小西克幸（ガデス）、平田広明（アモン）、銀河万丈（ディオス）、沢城みゆき（エリーヌ）
世界を破滅に導こうとしている四人の邪神。破壊神のガデス、混沌神のアモン、恐怖神のディオス、殺戮神のエリーヌで構成している。
1周目ではディオスがラスボスとなり、原作通りの結末を辿ってしまう。しかし2周目では上記にもある通りエリーヌが真のラストボスとなる。

## サウンドトラック
『エストポリス オリジナル・サウンドトラック』
スクウェア・エニックスより2010年3月3日発売。CD2枚組（SQEX-10187 - 8）。
ニンテンドーDS版『エストポリス』のオリジナルサウンドトラックに加え、新規アレンジトラック14曲とドラマCD（6話分）を収録。

## 攻略本
『エストポリス公式コンプリートガイド』（SE-MOOK）
スクウェア・エニックスより2010年3月11日発売（ISBN 978-4-7575-2837-6）。